# Phygadeuon nitidus
Phygadeuon nitidus là một loài tò vò trong họ Ichneumonidae.